# Вітвіцький Микола Дмитрович
Мико́ла Дми́трович Вітві́цький (19.8.1925) — український лісівник, заслужений працівник сільського господарства України.

## Життєпис
Учасник Другої світової, інвалід 2-ї групи.
З 1962 по 1986 — директор Славського ЛГЗ. За час його керування проведено заліснення еродованих та непридатних для ведення сільського господарства земель, загальна площа близько 6000 га, цим самим було збільшено площу лісового фонду лісгоспу до 24 654 га. Також було облаштовано і заліснено центральну частину Славського.
В самому лісгоспі побудували приміщення автоколони, нову контору, нижній склад, цех переробки деревини, п'ять багатоквартирних житлових будинків, лісгосп допомагав у розбудові Славського та села Тухля.
Його онука — телеведуча Соломія Вітвіцька.

### Нагороди
- орден Вітчизняної війни І ступеня
- орден Вітчизняної війни ІІ ступеня
- орден Трудового Червоного Прапора
- медаль «За відвагу»
- Заслужений працівник лісового господарства УРСР